# Sons of the Forest
Sons of the Forest è un videogioco survival horror sviluppato da Endnight Games e pubblicato da Newnight. È il sequel del videogioco del 2014 The Forest ed è stato pubblicato il 23 febbraio 2023 tramite accesso anticipato per Microsoft Windows e pubblicato il 22 febbraio 2024 in versione completa (1.0).
Attualmente non esiste una data di uscita per le console né per il supporto VR.

## Sviluppo

### Ideazione e Annuncio
Sons of the Forest è entrato in fase di sviluppo nel tardo 2018 in seguito all'ultimo aggiornamento di The Forest, suo prequel, come nuovo progetto survival della Endnight Games. Solo successivamente il progetto venne modificato e divenne un diretto seguito al gioco pubblicato in accesso anticipato nel 2014.
Venne ufficialmente annunciato a dicembre del 2019 ai Game Awards con un primo trailer in cui venivano usati alcuni assets aggiornati del primo gioco. Solo un anno più tardi, a novembre, ci furono aggiornamenti sulla situazione del gioco con un'intervista realizzata con Farket , content creator australiano su YouTube principalmente focalizzato sulla saga di The Forest.
A dicembre 2020, fu annunciato e quindi pubblicato il secondo trailer che prometteva l'uscita del gioco nel 2021 e mostrava una grafica molto migliore rispetto a The Forest.
A gennaio 2021, Endnight realizzò due diverse interviste, la prima con Farket e la seconda con Escapist Magazine, in cui confermava la data di uscita per il 2021.

### Cambiamenti della data di pubblicazione
A ottobre del 2021, Endnight Games annunciò su X (all'epoca Twitter) con un post che l'uscita del gioco sarebbe stata posticipata a metà del 2022. Nel terzo trailer pubblicato alla fine di novembre venne annunciata la data di uscita per maggio.
A marzo 2022, però, il gioco fu nuovamente posticipato a ottobre dello stesso anno, condividendo nuovi filmati di gioco. Con la nuova data di uscita impostata, venne pubblicata la pagina di steam a maggio dopo una nuova intervista realizzata con il subreddit di The Forest e Sons of the Forest.
Ad agosto 2022, venne nuovamente posticipato di uscita al 23 febbraio 2023. Il mese successivo, a settembre, Endnight realizzò un'intervista con il canale YouTube Sons of the Forest Channel, interamente dedicato al videogioco.

### Pubblicazione della Early Access
A maggio 2022, in collaborazione con IGN, venne pubblicata una Preview che mostrava la build definitiva del gioco. A questo seguì l'annuncio della Early Access (Accesso Anticipato) che avrebbe permesso ai giocatori di giocare a Sons of the Forest e vivere lo sviluppo ed evoluzione del gioco fino alla sua uscita finale. Lo stesso mese venne pubblicato, sempre in collaborazione con IGN, il quarto trailer, principalmente focalizzato sulla modalità multiplayer.
Il 23 febbraio 2023, finalmente, Sons of the Forest venne pubblicato in accesso anticipato e nelle sue prime 24 ore riuscì a vendere fino a 2 milioni di copie e furono registrati più di 410mila giocatori contemporanei.

### Pubblicazione della Full Release (1.0)
Da febbraio a novembre, Endnight Games pubblicò numerosi aggiornamenti del gioco (patch) per un totale di 15 aggiornamenti che cambiarono molti aspetti del gioco e aggiunsero nuove meccaniche e posti da scoprire. 
Seguì quindi l'annuncio della versione 1.0 prevista per il 22 febbraio 2024 e che avrebbe portato, tra le altre modifiche e miglioramenti, il doppiaggio di alcuni personaggi della trama a cui prese parte anche Shawn Ashmore nel ruolo di Timmy LeBlanc. Un quinto trailer venne pubblicato da IGN pochi giorni prima dell'uscita per annunciare le principali novità.
Venne pubblicata inoltre una nuova intervista dal canale Sons of the Forest Channel che tuttavia aveva preso luogo mesi prima della 1.0.

### Dopo la 1.0
Dopo l'uscita della 1.0, la Endnight si concentrò principalmente sulla distribuzione di ulteriori minori novità nelle settimane seguenti per poi rilasciare un Major Update (Aggiornamento di grandi dimensioni) il 15 gennaio 2025, il Raft Update.

## Trama

### Prima degli eventi diSons of the Forest

#### I figli della luce/Sons of Light
Intorno al 900 a.C. un gruppo religioso discendente dagli Efesini, noto come i Figli della Luce (Sons Of Light), si recò su un'isola per poter purificare la loro mente e corpo dalla corruzione del mondo e dell'umanità. Guidati dai membri più anziani, presto i Figli della Luce cominciarono ad avere delle visioni e sentire delle voci misteriose attraverso gli alberi che promettevano loro la salvezza eterna e la vera felicità. Gli Anziani le chiamarono Visioni Dorate e queste mostrarono loro la via per la purificazione: una Città Dorata (Gold City) in cui la vita eterna era possibile. Per potervi però accedere, le Visioni Dorate richiedevano che i Figli della Luce fossero puri nell'animo e nel corpo e che quindi dovessero combattere i loro demoni interiori. Secondo i Figli, queste visioni non potevano che essere un messaggio di Dio.
Nel giro di poche settimane, sull'isola iniziarono a comparire delle creature deformi e irriconoscibili, difficili a descriverle. I Figli della Luce, convinti dalle Visioni Dorate, videro in quegli abomini il riflesso della loro impurità: era necessario combattere e sconfiggere quei demoni per poter purificare sé stessi. Le creature erano descritte dalle Visioni Dorate come lo specchio dei loro peccati, generati nell'Abisso delle Distorte Creature (Abyss of Distorted Shadows). Solo dopo aver sconfitto i proprio demoni, i Figli della Luce riuscirono a purificarsi del tutto e quindi furono accettati nella Città Dorata: furono immersi nella Luce Dorata e trasformati in vere testimonianze della grandezza delle Visioni Dorate, letteralmente scheletri d'oro, mentre il loro spirito venne elevato alla salvezza eterna.

#### I Pescatori | The Fishermen
Nel 1979, un gruppo di Pescatori, probabilmente a causa di un naufragio, si imbatté sull'isola dove secoli prima i Figli della Luce erano stati. Qui si stabilirono e vissero costruendo case e pescando, venerando il Dio Cristiano.
Poco tempo dopo, scoprirono un complesso sistema di caverne sottostante e uno speciale materiale simile all'oro che aveva delle strane proprietà elettriche. Il minerale divenne presto oggetto di grande stupore e i Pescatori furono incitati dalla scoperta a esplorare ancora di più le caverne finché non trovarono uno strano Artefatto costituito proprio da quel materiale. Non sapevano esattamente quali fossero le sue potenzialità e tantomeno le sue caratteristiche ma presto ebbe un impatto sulla fragile mente dei Pescatori.
Nel giro di poche settimane, i Pescatori cominciarono ad avere visioni della Città Dorata e queste divennero sempre più insistenti, tanto da impedire loro di dormire. Un gruppo di Pescatori iniziò a venerare quelle che ora chiamavano, come i Figli della Luce, Visioni Dorate, un altro, invece, cominciò a temere che l'Artefatto avesse manipolato la mente dei loro amici. Decisero quindi di rubare l'Artefatto e lo divisero in 6 pezzi che nascosero negli antri più remoti delle caverne, difendendo l'accesso con croci e crocifissi, apparentemente gli unici mezzi che avevano per difendersi dalle Visioni.
Quando i Pescatori corrotti si resero conto del tradimento dei loro compari, seguendo la volontà delle Visioni Dorate li uccisero brutalmente e cercarono invano di riunire i pezzi dell'Artefatto e quindi avere quella che per loro era la chiave per la Città Dorata. Incapaci di trovarli tutti, i restanti Pescatori decisero di compiere un suicidio di massa impiccandosi e uccidendosi a vicenda.

#### La Puffcorp
Dopo gli eventi di The Forest, la Sahara Therapeutics, ditta farmaceutica antagonista del primo gioco, è stata costantemente accusata di sperimentazione illegale e tortura di bambini. Ciò ha quasi distrutto l'azienda che è stata costretta a prendere le distanze dal progetto guidato da Matthew Cross, padre di Megan Cross e direttore del Progetto Jarius (The Jarius Project). Tuttavia, l'azienda ha continuato a cercare in tutto il mondo altri artefatti così come la Puffcorp, azienda farmaceutica rivale della Sahara guidata dal visionario miliardario Edward Puffton.
Quindici anni dopo gli eventi di The Forest, l'11 luglio 2025 la Puffcorp vince un'asta contro Sahara per l'acquisizione di un'isola. Poco tempo dopo, la stessa Puffcorp rivelerà che, secondo antichi testi trovati su di essa (presumibilmente la Ascesa Dimensionale degli Efesini, scritto da un testimone degli eventi del 900 a.C. con i Figli della Luce), l'isola è ricca di Solafite, un minerale con proprietà anti-invecchiamento ed elettriche di cui è fatto uno speciale Cubo che sarebbe presente sull'isola. Viene anche rivelato che il Cubo si attiva periodicamente e questo avrà incredibili effetti anti-invecchiamento.
14 giorni dopo, il 25 luglio, PuffCorp ha ufficialmente rivelato al mondo il ritrovamento del Solafite, confermando quindi la veridicità dei testi antichi. Questo comporta la mobilitazione degli sforzi di Edward Puffton a cercare il misterioso Cubo di cui si parla nei testi.
Dopo le recenti scoperte, un'intera struttura sotterranea per pochi eletti, nota come Holospring, viene costruita sotto l'isola seguendo uno schema specifico: il modello della Costellazione di Solanij. La Holospring ha come compito quello di ospitare una ristretta quantità di individui che potranno vivere in prima persona l'attivazione del Cubo e quindi dei suoi effetti di anti-invecchiamento.
Mentre la società è concentrata sulla costruzione di tutti questi bunker, Edward Puffton trova alcune capanne abbandonate sul lato est dell'isola. Sono le capanne dei Pescatori del 1979. Tuttavia, Puffcorp non può e non vuole rivelare il loro ritrovamento poiché potrebbe compromettere l'immagine della Holospring, che intanto ha iniziato ad accogliere i primi residenti tra cui Edward, Barbara e Virginia Puffton, la famiglia fondatrice della Puffcorp. Anche se nessuno sa dove si trovi il Cubo sull'isola, la Holospring sta ricevendo molta attenzione e celebrità. In particolare, un'amica di Barbara Puffton, Doris Gilchill, viene invitata. È l'unica persona con cui Barbara parla delle sue preoccupazioni sulla sanità mentale del marito. Sembra che Eadweard sia stato "condotto" sull'isola da alcune visioni e sogni che ha avuto sul Cubo e su un'altra realtà.
Edward Puffton ha infatti seguito la volontà di alcuni sogni e visioni che chiama Visioni Dorate, proprio le stesse che influenzarono i Figli della Luce, i Pescatori e (in The Forest) Matthew Cross. Non solo in superficie, ma anche sottoterra le cose stanno diventando sempre più misteriose: in una delle caverne, il 12 febbraio 2026, solo 7 mesi dopo che la Puffcorp ha acquisito l'isola, alcuni astronauti appaiono dal nulla... insieme a loro, c'è un'astronave di cui nessuno sapeva nulla. Nel giro di pochi giorni, il 26 febbraio, un altro importante lavoratore di nome Sammy scompare misteriosamente nella Caverna C.
Tuttavia, Edward Puffton non ferma la sua ricerca e il 28 luglio, Tetsu Masaki, uno scienziato della Puffcorp, decifra finalmente delle parti cifrate degli antichi testi: sappiamo finalmente quando il cubo verrà attivato, esattamente 3 settimane dopo, il 18 agosto 2026. Edward è ormai sicuro che riuscirà a vedere ciò che ha sognato per tutto questo tempo.
Il giorno dopo, però, degli yacht sconosciuti vengono trovati sull'isola.

#### I figli delle stelle/Sons of the Stars
Dopo l'annuncio della scoperta del Solafite e della possibile presenza del Cubo, teorie e cospirazioni hanno iniziato a diffondersi in tutto il mondo. In particolare, un gruppo di cultisti noto come Figli delle Stelle (Sons of the Stars) ha iniziato a cercare il nuovo artefatto, convinto che fosse l'unica via per la cosiddetta Città Dorata. I cultisti sono infatti discendenti dei Figli della Luce (Sons Of Light) e sono principalmente influenzati da alcune teorie sull'esistenza di altri universi e dimensioni, in particolare quelle sostenute da Timmy LeBlanc, il figlio dell'unico sopravvissuto agli eventi di The Forest, Eric LeBlanc.
Sedici anni dopo essere stato riportato in vita, Timmy è ancora alla ricerca di una cura e di spiegazioni per ciò che è successo. Ha iniziato a credere che ci fosse un'altra dimensione da cui provenivano tutte quei mutanti e abomini e per questo motivo, ha scritto un libro intitolato "UNIVERSI PARALLELI E VIAGGIARE TRA LORO" ("PARALLEL UNIVERSES AND TRAVEL BETWEEN THEM"). È diventato rapidamente il migliore e più noto teorico sull'esistenza di altri universi.
Tutte queste teorie hanno portato il gruppo di cultisti a cercare il nuovo artefatto, il Cubo. Arrivano sull'isola con degli yacht e iniziano... a suicidarsi. Si suicidano in nome di una "terra promessa", come scrive Edward Puffton in un'e-mail inviata il 21 maggio: la Città Dorata. I Figli delle Stelle stanno ricevendo visioni e sogni del Cubo e di un altro universo che promette loro la salvezza eterna. Sono le Visioni Dorate a guidarli, così come hanno fatto con Edward Puffton e i Pescatori e Figli della Luce prima.
Ma proprio come è successo con i Pescatori, ora anche alcuni Cultisti resistono all'influenza dei loro sogni e delle loro visioni e lentamente si rivoltano contro di loro. Questo verrà presto notato dai Cultisti "infetti" che presto uccideranno tutti i loro compagni “corrotti”, i non credenti. Ciò porterà a un vero e proprio genocidio sull’isola: i Cultisti uccidono i traditori, i lavoratori e i soldati non credenti e poi si uccidono seguendo la volontà delle visioni… e nel frattempo, alcuni di loro, sempre in ascolto della Visione Dorata, si stanno avvicinando al Cubo.

#### La Rivolta di Jianyu Zhang
Dieci giorni prima che finisca il conto alla rovescia e che il Cubo si attivi, Barbara Puffton scrive di nuovo alla sua amica Doris Gilchill raccontandole di un altro incubo che Edward ha avuto sull'apertura di Holospring (attivazione del Cubo), sognando ancora una volta quella Città d'Oro. Edward ora è preoccupato per tutto, ha anche iniziato a pensare che forse i bunker erano fuori posto, che non erano nella giusta posizione. A queste parole, Doris Gilchill non sa cosa dire: questo non doveva essere un viaggio religioso e cultista ma semplicemente un'esperienza di lusso. Nessuno, tranne i dirigenti della Puffcorp, sa a cosa serve realmente la Holospring.
E mentre il momento dell'attivazione del Cubo si avvicina sempre di più, Jianyu Zhang, assistente alla sicurezza dell'isola, inizia a indagare sul vero scopo della Holospring. Decide di mettersi in contatto con Tetsu Masaki, lo scienziato che ha decifrato gli antichi testi e cercare di capire cosa sta succedendo e cosa nasconde il Cubo.
Il 10 agosto, 8 giorni prima dell'attivazione, Masaki rivela a Jianyu le sue preoccupazioni sul conto alla rovescia: Edward Puffton l'ha completamente frainteso e l'attivazione del Cubo potrebbe avere effetti catastrofici su tutti. Il fatto che ora anche Edward stia avendo quegli incubi e non sia sicuro delle posizioni dei bunker sta convincendo lo scienziato che potrebbe succedere qualcosa di irreparabile.
Il giorno dopo, Jianyu risponderà a Masaki cercando di assicurargli che gli incubi di Edward sono solo brutti sogni creati dal mondo fantastico in cui giace la sua mente. Il conto alla rovescia è una favola. La Città d'Oro è una favola. Ma non basta. Dopo aver verificato di nuovo i calcoli, Masaki è ancora più convinto che l'Attivazione del Cubo sarà un massacro completo. Viene anche rivelato che è accaduto diverse volte nel 900 d.C. e 3 volte negli anni '70. Una di queste attività causò la morte dei Pescatori nel 1979.
Nella sua stanza nel Bunker Residenziale, Masaki continua a preoccuparsi del conto alla rovescia e presto scopre che ciò che Edwerd ha cercato per tutto questo tempo non sta accadendo in una settimana: i calcoli sono errati. Qualcosa accadrà comunque, ma sarà un bagno di sangue. La vera Attivazione del Cubo avverrà solo diversi mesi dopo, quando probabilmente non saranno più vivi per vederla.
Il 12 agosto, solo 6 giorni prima dell'Attivazione del Cubo, qualcosa solleverà dubbi in Edward Puffton su Jianyu, forse su influenza delle Visioni Dorate: a sua testardaggine nel cercare risposte alle sue domande è un rischio per tutti alla Holospring. Edward consiglia quindi a Hank Keys, dirigente della PuffCorp, di contattare Jack Holt, autore di un libro sulla vita del miliardario, se mai gli dovesse succedere qualcosa. Anche se è della stampa, Edward si fida di lui e Jack si assicurerà di scoprire i dettagli della sua morte.
Mentre Edward sta prendendo misure di sicurezza contro Jianyu, questi scopre numerosi cadaveri di lavoratori e soldati in giro per l'isola, uccisi da quei Cultisti che erano arrivati un po' prima. I Figli delle Stelle sono ora l'obiettivo principale di Jianyu. Il 14 agosto, dopo che Edward Puffton non ha speso neanche una parola per i suoi dipendenti morti, Jianyu decide di occuparsene personalmente. In un paio di giorni, molti cultisti vengono uccisi da Jianyu e dai suoi soldati. Alla fine di quei 2 giorni, Edward Puffton scopre la brutalità di Jianyu contro i Figli della Luce e decide di licenziarlo e di farlo andare via dall'isola.
Il giorno prima che il Cubo si attivi, Jianyu abbandona l'isola.

#### L'Attivazione del Cubo
Nel frattempo, Edward Puffton organizza l'inaugurazione della Holospring (e quindi l'attivazione del Cubo) nel Food Bunker invitando uno dei gruppi musicali più noti, i Bad Pivots. All'evento ci saranno quasi tutti tranne Virginia, che non vi parteciperà. La figlia del miliardario, infatti, era contraria alla sua "reclusione" nella Holospring e anzi questo l'aveva costretta a dover abbandonare i suoi amici e soprattutto la sua passione per la danza. Decide piuttosto di spendere la serata in piscina, dove si tratterrà per tutta la durata dell'evento.
Nonostante Edward abbia voluto festeggiare un momento tanto importante, nessuno è realmente a conoscenza della posizione del Cubo: la ricerca è stata completamente futile e i nonostante i bunker fossero stati posizionati correttamente, Edward non ha trovato nulla che lo potesse condurre al Cubo. Non gli resta quindi che aspettare: non c'è più tempo per trovarlo e spera quindi che gli effetti di anti-invecchiamento siano comunque presenti.
Ora è il momento. Mentre la maggior parte della comunità di Holospring è impegnata con l'evento dei Bad Pivots, i Cultisti decidono di avvicinarsi al Cubo. In qualche modo, forse grazie alle Visioni Dorate, sapevano che per entrare nel Cubo, dovevano prima attraversare una caverna accessibile solo da un Cancello Dorato situato nel Bunker dei Puffton, specificamente dietro il loro bagno. Edward aveva l'accesso al Cubo sotto il naso eppure non era riuscito a trovarlo... o forse le Visioni Dorate non glielo avevano permesso.
I Figli delle Stelle entrano nel bunker uccidendo ogni lavoratore e soldato sul loro cammino, occupano tutte le stanze e seguono le istruzioni del loro capo, Ivon. Solo facendo saltare in aria l'intero bagno nel Bunker di Lusso, arrivano all'ingresso della caverna dove li aspetta il Cancello Dorato aperto. Dopo essere entrati, chiudono lo chiudono alle loro spalle e attraversano quella caverna che chiamano Hell Cave (Inferno), non ancora esplorata, piena di mutanti (gli stessi che videro i Figli della Luce) che chiamano Demoni. Solo grazie a croci e crocifissi, i Cultisti arrivano alla fine della Hell Cave: la maggior parte di loro morirà e solo pochi di loro riescono a raggiungere il Cubo.
A questo punto... I Cultisti attivano il Cubo. Questo si chiude e il destino dei Figli delle Stelle ci rimane ignoto. Chiunque fuori dal Cubo viene trasformato in un mutante e i pochi che sopravvivono alla mutazione grazie alla distanza dal Cubo perdono conoscenza di sé e seguono solo istinti primitivi: diventano dei veri cannibali organizzati in tribù che combattono contro gli abomini che escono dai bunker e dalle caverne.
E poi il silenzio.

#### Il Ritorno di Jianyu
Sono passate molte settimane dall'ultima forma di comunicazione dall'isola. Nessuno sa cosa sia successo né dove si trovi l'isola. Ma questa non è la fine della storia.
Il 18 marzo 2027, Chuck Dagger, un reclutatore militare, è venuto a conoscenza di un'insolita attività magnetica rilevata sette mesi prima, esattamente il 18 agosto, che conteneva gli stessi dati di un passaggio dimensionale.
Due giorni dopo, Jianyu Zhang si mette in contatto con Chuck Dagger e gli rivela cosa stava succedendo sull'isola. Conoscendone ora la posizione specifica, Jianyu si mette in affari con Dagger, che sarà il suo uomo sul continente per tornare sull'isola. A finanziarlo è la Sahara Therapeutics, che ovviamente spera di poter ottenere qualcosa dalle scoperte di Jianyu e quindi abbattere la concorrenza. In poche settimane, un'intera squadra è pronta, gli elicotteri svolazzano sopra l'isola alla ricerca di sopravvissuti e risposte. Jianyu ha bisogno di sapere e farà tutto il possibile per scoprire cosa c'era in quel Cubo, tanto che questa diventerà un'ossessione.
Ma non tutto è sotto controllo: in una nota inviata il 5 aprile, Chuck Dagger rivela che anche il teorico Timmy LeBlanc sta cercando il Cubo, nonostante il suo braccio mutato. Timmy è stato probabilmente contattato da uno degli scienziati della Puffcorp (Tetsu Masaki) fuggito prima dell'attivazione del Cubo e ora è pienamente consapevole di cosa è successo all'isola.

### Eventi diSons of the Forest
Sono passate poche settimane dall'evento Bad Pivots. E dopo tanto tempo senza segnali e comunicazioni, dopo che il mondo intero ha visto sparire i Puffton, la Puffcorp è costretta a inviare una squadra sull'isola per capire perché non ricevono più informazioni da Edward Puffton. L'intera squadra verrà uccisa da Jianyu e dai suoi soldati e presto l'intero elicottero verrà bruciato.
Dopo la scomparsa del Team A, viene inviata un'altra squadra il 28 aprile, nella quale c'è anche un addetto stampa: Jack Holt è stato contattato dalla Puffcorp in seguito alla probabile morte di Edward Puffton: è l'unico in grado di scoprire cosa è successo sull'isola e rivelare la verità al mondo. Qui iniziano gli eventi di Sons of the Forest, in cui il giocatore ricopre il ruolo di Jack Holt.
Dopo aver provocato la caduta del nostro elicottero, Jianyu decide di risparmiare Jack e un altro soldato che è rimasto ferito durante lo schianto nella speranza che possano spianare loro la strada per lui verso il Cubo. Incapace di parlare e di sentire, Jack può usare solo un taccuino per parlare con il secondo sopravvissuto: Il suo nome è Robin Crowne, Kelvin per la squadra. Insieme, inizieranno a cercare risposte, tra i mutanti creati dal Cubo e un sacco di morti in giro per l'isola. Jack entrerà in tutte le caverne cercando di ottenere spiegazioni, e presto scoprirà anche piccoli pezzi simili ad oro: sono i pezzi di Artefatto che i Pescatori hanno sparso in giro. Ne trova in totale 4 in tutta l'isola, ma non si sa a cosa possano servire.
Jack scoprirà presto i bunker e la comunità sotterranea di Holospring. E nell'Entertainment Bunker, trova morte e abomini... In particolare Jack nota che qualcosa è uscito dalla piscina e si è trascinato fuori. Forse un altro mutante? O forse qualcos'altro? Le sorprese non sono finite qui, poiché presto incontra Timmy LeBlanc che sta cercando il Cubo. Senza perdere tempo, Timmy gli urla di andarsene, che è rimasto poco tempo. Jack non comprende che cosa stia per accadere ma che sicuramente bisogna iniziare a correre per impedire una catastrofe.
Una volta fuori, Jack troverà un'altra sorpresa sul suo cammino: Virginia Puffton. È sopravvissuta in qualche modo ed è tutta sola con una tuta da piscina in cerca di aiuto. È infatti lei ad essersi trascinata fuori dalla piscina dopo aver subito gli effetti dell'attivazione del Cubo: provvista ora di 3 braccia e 3 gambe, il suo destino è stato molto meno terrificante degli altri, trasformati in creature indicibili. Virginia vive da sola da 7 mesi, lottando contro cannibali, mutanti e soldati di Jianyu. Jack non riesce a lasciarla sola e presto si alleerà con lei, procurandole vestiti caldi e prendendosi cura di lei. Lentamente, tra loro nascerà qualcosa, un sentimento... l'amore. Questa avventura li unirà per il resto delle loro vite.
La ricerca di risposte continua e presto Jack entra nella Caverna D, dove trova qualcosa che nessuno si sarebbe mai aspettato: degli astronauti insieme ad un'astronave. Lì dentro, Jack trova qualcosa che non riesce a spiegare: un'Armatura Antica lasciata tra ragnatele e polvere che contiene uno strano strumento. Ha una forma che non riesce a capire, qualcosa che non sembra provenire da questo mondo. Qualcosa che proviene da un altro posto a cui appartengono tutti questi astronauti. A un certo punto, si rende conto che potrebbe forse essere collegato a tutti gli altri pezzi di Artefatto che ha trovato attraverso le grotte e questa teoria è rafforzata anche dal fatto che un altro pezzo di Artefatto è posizionato alla fine della Grotta. Ma non funziona ancora. Manca un altro pezzo, quello che anche i Pescatori corrotti non hanno trovato.
Lasciata la Grotta D, Jack accederà finalmente al Food Bunker, dove si è svolto l'evento Bad Pivots. Qui, Jack scopre cosa è successo: tutti sono mutati a causa dell'Attivazione del Cubo e così anche Barbara ed Edward Puffton. Non c'è modo di salvarli, la mutazione è irreversibile e Jack è ora costretto a uccidere i fondatori della Puffcorp. Virginia sapeva già quale sarebbe stato il destino dei suoi genitori. Sono morti molto tempo fa.
Esplorando l'intera isola e le Strutture Holospring, il personaggio principale arriverà al Bunker residenziale dove troverà una sorpresa ancora più grande: Timmy LeBlanc e suo padre, Eric LeBlanc, combattono contro un abominio enorme (Sluggy). Jack cerca di intervenire ed aiutarli ma la comparsa di Jianyu e dei suoi uomini lo fanno cadere vittima del mutante, che lo fa svenire. Inconsapevole di cosa sia successo, Jack si risveglia e, sebbene non ci sia traccia di Jianyu, possiamo vedere Timmy che cerca di aprire la porta del Bunker di Lusso, dove si trova il Cancello Dorato. Non c'è molto altro tempo, Jack apre le porte a Timmy e subito dopo essere uscito dal Bunker residenziale, trova un elicottero che vola sopra la sua testa. Era Jianyu. Si sta muovendo verso la Hell Cave, nella speranza di poter finalmente mettere mano sul Cubo.
Nell'ultimo Bunker, Jack raggiunge il Cancello Dorato dove è presente Timmy: chiusa dai Figli delle Stelle, il cancello sembra impossibile da aprire. Dato però la cunetta a forma di avambraccio sulla sua superficie, Jack suppone che la chiave per aprire la porta, che è stata chiusa dai Cultisti, sia l'Antica Armatura trovata nella Caverna D, nell'astronave... ma non basta. Serve qualcos'altro: tutta quella Solafite in giro, il fatto che quel minerale fosse così importante e avesse avuto un ruolo chiave in tutto questo, il fatto che tutti i pezzi degli Artefatti siano fatti di questo minerale fa capire a Jack che l'Antica Armatura è la chiave ma non è ancora pronta. Bisogna potenziarla fondendo la Solafite e immergendoci l'armatura. Imbevuta della Solafite, l'Antica Armatura è finalmente pronta per aprire il Cancello Dorato, che si spalanca di fronte a Timmy e Jack. Di fronte a loro si erge la Hell Cave.
A differenza delle altre grotte, ci sono dei mutanti speciali che la abitano e che sono stati chiamati Demoni dai Cultisti. Sembra che usassero delle croci per bruciarli vivi e per questo motivo nelle grotte si possono trovare molti crocifissi, una sorta di bando ai mutanti, che tuttavia non riesce a frenare l'ira della Madre dei Demoni, il Diavolo secondo i Figli delle Stelle. Solo dopo averla sconfitta, finalmente Timmy e Jack riescono ad accedere al Cubo, il quale si chiude subito dietro di loro, lasciano il tempo solo a Kelvin e Virginia di poter entrare. Jianyu, arrivato troppo tardi, vede le porte del Cubo chiudersi di fronte a lui.
Il Cubo crea una breve connessione tra la nostra e un'altra dimensione da cui provengono tutti i mutanti, la famosa Gold City, la terra promessa che è apparsa nei sogni dei Figli delle Stelle e di Edward Puffton... e anche in quelli di Timmy. Ma prima ancora che Jack potesse capire cosa stesse succedendo, il Cubo si chiude e inizia un nuovo conto alla rovescia, pronto per la prossima attivazione. Aperte le porte, sulla soglia del Cubo Jianyu è stato trasformato in una creatura senza precedenti, un abominio senza rivali. La mutazione di Timmy, tuttavia, sembra non esser stata guarita dalla esposizione al Cubo, ma anzi sembra peggiorarla.
Dopo essere usciti dalla Caverna dell'Inferno, Jianyu torna con una mutazione ancora peggiore, causata dalla sua rabbia e dalla sua ossessione. Timmy cerca di aiutare Jack a sconfiggerlo con il suo braccio completamente mutato, amplificato ancora di più dagli effetti del Cubo e cerca di fermare Jianyu prima che sia troppo tardi, ma fallisce nel tentativo. Solamente Jack e Virginia, armata di fucile a pompa e pistola, possono provare a fermarlo e riescono finalmente a ucciderlo prima che possa recare ulteriori danni.
Finalmente arrivano i soccorsi: chiamati gli alleati sul continente da Eric LeBlanc, Timmy, Virginia, Kelvin e Jack si preparano all'assalto dei mutanti, richiamati probabilmente dal rumore degli elicotteri della Policìa. Prima però che Jack possa finalmente abbandonare l'isola, l'Artefatto si attiva parzialmente nonostante il suo pezzo mancante. È suo destino restare lì e nessuno può portarlo via. Ma non c'è tempo, i mutanti stanno arrivando e Jack deve salvare se stesso e i suoi amici Kelvin e Virginia. Finalmente riescono a scappare.

### Epilogo
Kelvin fu ricoverato in un ospedale per sordomuti, Virginia fu operata e resa di nuovo umana, ebbe la possibilità di avere il suo lieto fine, di vivere la vita dei suoi sogni con Jack, dandogli un bambino. Dopo esser sopravvissuti a quell'inferno, i tre saranno amici per il resto della loro vita e non riusciranno più a separarsi.
Jack e Timmy, dopo aver scoperto che il Cubo non aveva guarito le sue mutazioni, continuò a cercare una cura e solamente grazie all'aiuto del Solafite e di Tetsu Masaki, lo scienziato che aveva contattato il figlio di Eric LeBlanc dopo la prima attivazione, riuscì finalmente a trovare la pace che tanto desiderava. Grazie alle proprietà della Solafite, Timmy divenne uno dei leader farmaceutici più noti e importanti del mondo intero. Riuscì anche a scoprire un'isola piena di quel minerale ma poco dopo essersi recato sul posto, verrà annunciata la sua scomparsa. Cosa gli sia successo è sconosciuto e ancora nessuno conosce la posizione di tale isola.
Ma questa è un'altra storia che verrà raccontata in The Forest 3.

## Prequel
Sons of the Forest è il secondo gioco nella Saga di The Forest e possiede un titolo prequel del 2014, The Forest. Il gioco è stato pubblicato inizialmente in accesso anticipato e la versione 1.0 è stata pubblicata solo nel 2018.

## Sequel
Nei titoli di coda di Sons of the Forest, vengono mostrati alcuni pezzi di giornale che sembrano alludere a un possibile continuo della storia in cui il protagonista, probabilmente Jack Holt, dovrà cercare Timmy LeBlanc su un'isola che il neo-CEO farmaceutico crede ricca in Solafite. Non è tuttavia confermato ancora un possibile sviluppo ulteriore della trama né è stata ufficializzata la presa in considerazione di un terzo capitolo nella saga di The Forest.